# Ferdinand Bischoff (Chemiker)
Ferdinand Bischoff (* 17. Februar 1838 in Adorf/Vogtl.; † 30. Oktober 1909 in Schneeberg) war ein deutscher Bergingenieur und Hüttenchemiker.

## Leben
Julius Ferdinand Bischoff studierte an der Bergakademie Freiberg. Hier schloss er sich 1856 dem Corps Franconia Freiberg an. Nach Abschluss des Studiums im Jahre 1859 war er zunächst im Königlich Sächsischer Kupferhammer Grünthal und den Freiberger Hütten tätig. Von hier wechselte er 1862 als Hüttenchemiker und -meister zum Blaufarbenwerk Oberschlemma. 1866 heiratete er Elmonde Isabelle Winkler, die Tochter des Metallurgen Kurt Alexander Winkler und Schwester des Chemikers Clemens Winkler. 1873 wurde er zum Hüttenmeister und 1883 zum Direktor des Blaufarbenwerkes Niederpfannenstiel berufen. Diese Position hatte er bis 1903 inne. Er trug den Titel Oberbergrat.
Auf Bischoff gehen zahlreiche Neuerungen und Verbesserungen in der Blaufarbenfabrikation zurück. Mit seinem Schwager, dem Hüttenmeister in Oberschlemma A. Müller entwickelte und realisierte er Verfahren zur Herstellung von Cobaltoxiden. Des Weiteren war er Erfinder eines elektrolytischen Verfahrens zur Herstellung von Reinnickel. Zum Schmelzen führte er den Gasflammofen ein.

## Schriften
- Reinhold Schwamkrug und Ferdinand Bischoff: Atlas des Bergwesens, Brockhaus, Leipzig 1874 (archive.org)